# العنازة (طرطوس)
العنازة قرية سورية تتبع ناحية السودا في منطقة طرطوس في محافظة طرطوس. بلغ عدد سكانها 1,944 نسمة في عام 2004 حسب إحصاء المكتب المركزي للإحصاء.